# R-381T Taran
R-381T Taran (ros. Р-381Т Таран) – automatyczny system radiowywiadu użytkowany przez Siły Zbrojne Federacji Rosyjskiej w skali taktycznej i operacyjno-taktycznej.

## Historia
Na początku 1970 r. przystąpiono w ZSRR do prac mających na celu opracowanie rozwiązań pozwalających na stworzenia zautomatyzowanego systemu taktycznego rozpoznania radiowego. Miał służyć do wykrywania oraz identyfikacji systemów i linii komunikacyjnych nieprzyjaciela pracujących w zakresie częstotliwości od 1,5 do 600 MHz i wspierać działania bojowe piechoty zmotoryzowanej i czołgów. Koncepcyjnie przyjęto w 1971 r. opracowanie systemu unifikującego sprzęt wykorzystywany przez radzieckie jednostki radiowywiadowcze. Przewidywano, że wykorzystane zostaną elementy systemów stosowanych przez KGB (Tulipan) oraz przez radzieckie lotnictwo (Albatros). W 1972 r. Biuro Projektowe Zakładu Radiowego w Barnauł dostarczyło projekt wyposażenia elektronicznego do nowego systemu, a Kijowski Instytut Badawczy Instrumentów Elektromechanicznych opracował metody zapisu i przetwarzania informacji. Charkowski Instytut Elektroniki Radiowej projektował aparaturę odbiorczą.
Na podstawie uchwały KC KPZR i Rady Ministrów ZSRR nr 1043-361 z dnia 16 grudnia 1976 r. Charkowskie Biuro Projektowe „Proton” przystąpiło do prac konstrukcyjnych systemu walki radioelektronicznej, który zastąpiłby system R-381 „Rama” (ros. Р-381 «Рама»). Do jego zbudowania użyto podwozia transportera MT-LB. Na głównego projektanta został wyznaczony Giennadij Pawłowicz Kuzniecow, projekt wstępny nowego systemu został przedstawiony 30 września 1975 r. a projekt techniczny 31 marca 1978 r. 30 listopada 1979 r. system został przekazany do testów państwowych, które zakończono 30 listopada 1979 r. W 1985 r. system przyjęto na wyposażenie armii ZSRR, produkcję wdrożono w zakładach przemysłowych Proton (ros. ПО Протон). Maszyny systemu trafiły również do krajów Układu Warszawskiego, jednakże produkcję zakończono w 1993 r. z uwagi na rozpad ZSRR i brak zbytu.

## Opis techniczny
Transporter MT-LB został dostosowany do przenoszenia specjalnego wyposażenia środków walki radioelektronicznej, które umieszczono w jego zaadaptowanym przedziale transportowym. Prawe drzwi znajdujące się na tyle pojazdu zostały zablokowane na stałe, za nimi znajdują się elementy zasilania. Dostęp do wnętrza pojazdu jest możliwy przez drzwi znajdujące się z lewej strony pojazdu. Maszyny typu R-381T1 mają na dachu zamontowaną składaną antenę paraboliczną VHF, antena HF jest zamontowana na boku pojazdu. Pełny system składa się z siedmiu pojazdów:
- 1 jednostka R-381T3 – wyposażona w stację ASO-3 umożliwiającą automatyczne przetwarzanie danych,
- 4 jednostki R-381T2 – wyposażony w stację ASR-1 do celów rozpoznania łączności radiowej na częstotliwości VHF (30-100 MHz),
- 2 jednostki R-381T1 – wyposażony w stację ASR-3 do celów rozpoznania łączności radiowej na częstotliwości HF (1,5-30 MHz), łączności radiowej lotnictwa nieprzyjaciela VHF (100-400 MHz) oraz łączności radiowej (300-1000 MHz).

Możliwe jest ograniczenie liczebności zestawu do pięciu jednostek (1 jednostka R-381T3, 2 jednostki R-381T2 oraz 2 jednostki R-381T1) lub wykorzystanie pojedynczych maszyn. Wszystkie jednostki są wyposażone w radiostacje R-111, R-123 i R-415 „Azid” (ros. Р-415 «Азид»), zapewniające im łączność zarówno w czasie postoju jak i marszu. Przejście z położenia marszowego do bojowego zajmuje 3 członkom obsługi 15 min, na powrót do położenia marszowego potrzebne jest 10 min. Wyszukiwanie, przechwytywanie i namierzania naziemnych źródeł łączności radiowej w zakresie 30-100 MHz jest możliwe na odległość do 40 km. Źródła znajdujące się na pokładzie statków powietrznych są wykrywane z odległości do 100 km. W składzie kompanii walki radioelektronicznej Taran współpracuje z stacją wywiadu elektronicznego 1RL243 „Rubikon” (ros. 1РЛ243 «Рубикон»).

## Użycie bojowe
System R-381T Taran został wykorzystany podczas agresji Rosji na Ukrainę, 21 października 2015 r. jego obecność potwierdzono w rejonie Debalcewa.